# 林肯鎮區 (堪薩斯州里帕布利克縣)
林肯鎮區（英語：Lincoln Township）為美國堪薩斯州里帕布利克縣轄下的鎮區。2010年美国人口普查中此鎮區人口有98人。

## 歷史
林肯鎮區設立於1871年。

## 地理
林肯鎮區涵蓋總面積為92平方（35.6平方英里），其中陸地面積為92.0平方（35.51平方英里），水域面積為0.23平方（0.09平方英里）或0.25%。海拔高度442（1,450英尺）。

## 人口統計
根據2010年美國人口普查，林肯鎮區人口有98人，其中男性有52人，女性有46人，人口密度為每平方公里1.06人，住房計45戶。鎮區內的白人有97人，非裔美國人有1人，美洲原住民有0人，亞裔美國人有0人，太平洋島裔美國人有0人，其他種族有0人，混血種族則有0人。此外鎮區內有2人為西班牙裔或拉丁裔美國人。此鎮區之年齡中位數為47歲，而男性年齡中位數為48.7歲，女性年齡中位數為45歲。

## 交通

### 主要公路
- 81號美國國道
- 148號堪薩斯州州道